# Alexander Prass
Alexander Prass (Salzburg, 2001. május 26. –) osztrák válogatott labdarúgó, a TSG 1899 Hoffenheim játékosa.

## Pályafutása

### Klubcsapatokban
2008-ban került a LASK Linz ifjúsági csapataiba, majd rövid ideig megfordult a Pasching csapatánál, 2010-ben visszatért a LASK-hoz. 2012 és 2019 között a Red Bull Salzburg akadémiájának volt a tagja. 2019. március 8-án mutatkozott be a Liefering csapatában az Austria Wien II elleni 1–1-re végződő bajnoki találkozón a  87. percben Karim Adeyemi cseréjeként. Október 6-án megszerezte első gólját az Austria Lustenau ellen 3–2-re elvesztett találkozón. 2020. június 19-én mesterhármast szerzett a Dornbirn csapata ellen.
2021. május 28-án három évre írt alá a Sturm Graz csapatához. Július 23-án mutatkozott be az első osztályban a Red Bull Salzburg ellen 3–1-re elvesztett bajnoki találkozón. Augusztus 26-án az Európa-liga rájátszásában a Mura ellen mutatkozott be a nemzetközi kupában. 2022 júliusában 2025. június 30-ig meghosszabbította a szerződését a klubbal. Szeptember 18-án megszerezte első bajnoki gólját a csapatban az Austria Lustenau ellen 2–0-ra megnyert mérkőzésen.
2024. október 5-én a német TSG 1899 Hoffenheim szerződtette.

### A válogatottban
Többszörös korosztályos válogatott. 2022. november 16-án mutatkozott be a felnőttek között az Andorra elleni felkészülési mérkőzésen. 2024. június 7-én Ralf Rangnick szövetségi kapitány 26 fős keretébe bekerült, amely a 2024-es labdarúgó-Európa-bajnokságra utazott.

## Statisztika

### Klub
2023. március 19-én frissítve.
| Klub       | Szezon   | Bajnokság | Bajnokság | Kupa  | Kupa | Nemzetközi | Nemzetközi | Egyéb | Egyéb | Összesen | Összesen |
| Klub       | Szezon   | Meccs     | Gól       | Meccs | Gól  | Meccs      | Gól        | Meccs | Gól   | Meccs    | Gól      |
| ---------- | -------- | --------- | --------- | ----- | ---- | ---------- | ---------- | ----- | ----- | -------- | -------- |
| Liefering  | 2018–19  | 4         | 0         | —     | —    | —          | —          | —     | —     | 4        | 0        |
| Liefering  | 2019–20  | 27        | 6         | —     | —    | —          | —          | —     | —     | 27       | 6        |
| Liefering  | 2020–21  | 28        | 6         | —     | —    | —          | —          | —     | —     | 28       | 6        |
| Liefering  | Összesen | 59        | 12        | 0     | 0    | 0          | 0          | 0     | 0     | 59       | 12       |
| Sturm Graz | 2021–22  | 28        | 0         | 2     | 0    | 7          | 0          | —     | —     | 37       | 0        |
| Sturm Graz | 2022–23  | 22        | 1         | 4     | 0    | 8          | 0          | —     | —     | 34       | 1        |
| Sturm Graz | Összesen | 50        | 1         | 6     | 0    | 15         | 0          | 0     | 0     | 71       | 1        |
| Összesen   | Összesen | 109       | 13        | 6     | 0    | 15         | 0          | 0     | 0     | 130      | 13       |

### Válogatott
2022. november 16-án frissítve.
| Ausztria | Ausztria        | Ausztria |
| Év       | Pályára lépések | Gólok    |
| -------- | --------------- | -------- |
| 2022     | 1               | 0        |
| 2023     | 0               | 0        |
| Összesen | 1               | 0        |

## Sikerei, díjai
- Sturm Graz
  - Osztrák bajnok: 2023–24
  - Osztrák kupa: 2022–23, 2023–24